# Sabatina (tribu)
La tribu Sabatina (en latin clásico : Sābātīna) fue una de las treinta y cinco tribus de la Roma clásica.
Según Tito Livio, se habría creado en 387 a. C. 
Según Festus, derivaría su nombre del lago Sabate (lacus Sabate), el actual lago de Bracciano.